# Загуляев, Михаил Андреевич
Михаил Андреевич Загуляев (1834—1900) — русский писатель и публицист.

## Биография
Родился в 1834 году в семье моряка.
Учился в Корпусе инженеров путей сообщения (1847—1853), по окончании которого занимался в кондукторской роте учебного морского экипажа, откуда в 1855 году был выпущен офицером морской артиллерии и в том же году участвовал в операциях против англо-французского флота. Служба во флоте продолжалась до 1860 года, когда он перешёл на гражданскую службу в ведомство министерства народного просвещения, а спустя три года он вышел в отставку и полностью посвятил себя литературной и публицистической деятельности.
Писать он начал — в «Морском сборнике» и «Сыне Отечества» — в конце 1850-х годов; в 1857 году в «Сыне Отечества» появился его дебютный рассказ «Старый камердинер». Затем его небольшие рассказы в «Русском мире», «Светоче», «Санкт-Петербургских ведомостях» и «Библиотеке для чтения», которую он редактировал. В 1861 году была напечатана в его переводе с английского языка трагедия В. Шекспира «Гамлет принц Датский» (СПб.: Ф. Стелловский, 1861; 2-е изд., вновь испр. — СПб.: тип. Ф. Х. Иордана, 1877), которая шла на Императорских санкт-петербургской и московской сценах.
Когда «Сын Отечества» стал ежедневной газетой, Загуляев стал вести в нём политический отдел. Впоследствии он вёл политические отделы в петербургской газете «Голос» (1862—1883), во «Всемирной иллюстрации» (с основания журнала и до конца своей жизни) и с 1884 года — в «Новом времени».
В 1864 году у него родился сын Евгений, рано скончавшийся от чахотки.
С 1871 года М. А. Загуляев был редактором внутреннего отдела «Journal de S.-Petersbourg», а также его литературным и театральным критиком. Состоял корреспондентом «Indépendance Belge», помещал статьи в «Отечественных записках», «Всемирном труде» (с 1878), «Заре» и других изданиях. В 1883 году в «Вестнике Европы» был напечатан его роман «Русский якобинец. Странная история», вышедший затем отдельным изданием (СПб. : А. С. Суворин, 1884. — 439 с.).
Умер 2 (15) апреля 1900 года.